# 大久保美智男
大久保 美智男（おおくぼ みちお、1960年7月29日 - ）は、宮城県塩竈市出身の元プロ野球選手（投手、外野手）。右投右打。

## 来歴・人物
仙台育英高では、エースとして1977年から2年連続で夏の甲子園に出場。同年の大会では、1回戦で高知高に敗退。の1978年の大会は、1回戦で高松商業高の河地良一（西濃運輸）を相手に延長17回を投げ切り1-0でサヨナラ勝ち、予選からの公式戦通算39回連続無失点の記録を樹立する。3回戦に進むが、高知商業高の森浩二に抑えられ敗退。
1978年のプロ野球ドラフト会議で広島東洋カープから2位指名を受け入団。期待の戦力として背番号「1」を背負う。
プロ2年目の1980年に、中継ぎで一軍初登板を含む6試合に登板する。同年9月20日、対読売ジャイアンツ16回戦で王貞治が866本目の本塁打を打った投手として知られる。翌年以降は一軍での登板機会がなく、1983年より外野手に転向し、背番号も変更となる。しかし、野手としての一軍出場はないまま1985年限りで現役を引退。
現在は会社員の傍ら、東北ベースボールアカデミー講師を務めるなど地元で野球講師として活動中。

## 詳細情報

### 年度別投手成績
| 年 度     | 球 団     | 登 板 | 先 発 | 完 投 | 完 封 | 無 四 球 | 勝 利 | 敗 戦 | セ 丨 ブ | ホ 丨 ル ド | 勝 率 | 打 者 | 投 球 回 | 被 安 打 | 被 本 塁 打 | 与 四 球 | 敬 遠 | 与 死 球 | 奪 三 振 | 暴 投 | ボ 丨 ク | 失 点 | 自 責 点 | 防 御 率 | W H I P |
| --------- | --------- | ----- | ----- | ----- | ----- | -------- | ----- | ----- | -------- | ----------- | ----- | ----- | -------- | -------- | ----------- | -------- | ----- | -------- | -------- | ----- | -------- | ----- | -------- | -------- | ------- |
| 1980      | 広島      | 6     | 0     | 0     | 0     | 0        | 0     | 0     | 0        | --          | ----  | 37    | 10.0     | 8        | 1           | 1        | 0     | 1        | 8        | 0     | 0        | 4     | 4        | 3.60     | 0.90    |
| 通算：1年 | 通算：1年 | 6     | 0     | 0     | 0     | 0        | 0     | 0     | 0        | --          | ----  | 37    | 10.0     | 8        | 1           | 1        | 0     | 1        | 8        | 0     | 0        | 4     | 4        | 3.60     | 0.90    |

### 記録
- 初登板：1980年9月7日、対阪神タイガース19回戦（広島市民球場）、7回表から3番手で救援登板、2回無失点

### 背番号
- 1 （1979年 - 1982年）
- 38 （1983年 - 1985年）